# Russiske specialstyrker (Spetsnaz)
Spetsnaz er en forkortelse af det russiske Войска специального назначения (Vojska spetsialnogo naznachenija), hvilket betyder styrker med særlige opgaver, en meget bredere definition end man anvender i vestlige styrker.[kilde mangler] Umiddelbart kan styrkerne derfor ikke sammenlignes med vestlige specialstyrker, f.eks. Jægerkorpset og Frømandskorpset, idet såvel organisation, opbygning, opgaver og kommandoforhold er meget forskellige fra de vestlige modeller.[kilde mangler] De russiske specialstyrker er heller ikke teknologisk støttet i samme grad som vestlige specialstyrker[kilde mangler] og har ikke haft mulighed for at træne sammen med tilsvarende styrker fra andre lande i samme omfang som de tilsvarende vestlige styrker.[kilde mangler]
Der har altid været militære og paramilitære enheder med speciel uddannelse og specielle opgaver i Rusland og Sovjetunionen. Zarens hemmelige politi blev efter oktoberrevolutionen afløst af Tjekaen i starten af 1920'erne, men det er først under og efter den sovjetiske intervention i Afghanistan 1979 – 89 man fra officielt sovjetisk/russisk hold har erkendt tilstedeværelsen af sådanne hemmeligholdte styrker.
Umiddelbart findes der to hovedgrupper af Spetsnaz: militære og paramilitære. I alt er der 14 enheder der falder ind under Spetsnaz,[kilde mangler] og herudover er der anti-terrorenheden Alpha Group.
Ud over Spetsnaz findes der store militære elitestyrker i Rusland, f.eks. de luftbårne styrker og marineinfanteriet.
I marts 2014 stod en række anonyme tidligere Spetsnaz-soldater frem, og fortalte at ondsindet vold var en del af træningen til optagelse i korpset. De russiske myndigheder, med forsvarschef Sergej Sjojgu i spidsen, afviste alle anklager.